# Programma Sojuz
Il programma Sojuz o Soyuz (in russo Союз?, /sa'jus/, , lett. "Unione") consistette in una serie di missioni spaziali sovietiche con equipaggio umano organizzate nell'ambito del programma spaziale sovietico che ebbero inizio nei primi anni sessanta, come parte del programma Luna,  ed ebbe come scopo quello di portare un cosmonauta sulla Luna. I velivoli spaziali Sojuz e i lanciatori Sojuz facevano parte di questo programma.
L'obiettivo di raggiungere la Luna fu definitivamente abbandonato per problemi tecnologici, e dopo che gli statunitensi avevano fatto sbarcare per primi un uomo sul nostro satellite. Comunque il programma sopravvisse, in quanto già in fase di progettazione era stato concepito come parte integrante di altri progetti (sia militari che civili), in particolare per l'assemblaggio ed il servizio di stazioni spaziali.
Il programma è sopravvissuto anche alla dissoluzione dell'Unione Sovietica ed è ora gestito dall'Agenzia Spaziale Russa.

## Storia del programma
- La navicella Sojuz può essere considerata come esponente principale di una intera generazione di navicelle. Le prime Sojuz (dalla 1 alla 11, cioè dal 1967 al 1971) rappresentarono una prima generazione di navicelle: trasportavano un equipaggio di tre persone senza tuta spaziale, e si distinguevano dalle successive navicelle per i pannelli solari ripiegabili e l'utilizzo di un sistema di navigazione automatico di aggancio (Igla), che richiese l'uso di particolari antenne. Le prime nove non avevano un portello interno nella parte di collegamento con altri mezzi, così il trasferimento dell'equipaggio su altri veicoli doveva avvenire attraverso attività extraveicolare (EVA), con la tuta spaziale.
- La seconda generazione di navicelle Sojuz (dalla 12 alla 40, cioè dal 1973 al 1981)  benché utilizzasse ancora il sistema Igla, non aveva più i pannelli solari, ma utilizzava batterie. L'equipaggio doveva indossare la tuta pressurizzata per le fasi di lancio e di rientro, il che costrinse a ridurre il numero di membri da tre a due.
- La Sojuz-ASTP (Apollo Sojuz Test Project) servì come ponte tecnologico alla navicella spaziale Sojuz-T di terza generazione (1976-1986).  Queste utilizzavano dei rivoluzionari pannelli solari piatti e potevano trasportare tre persone con la tuta spaziale.
- Le navicelle Sojuz-TM di quarta generazione (1986-2003) furono utilizzate per i voli da e per la stazione spaziale Mir. Queste ultime si distinguevano dalle precedenti per un nuovo sistema di navigazione automatico di aggancio, il Kurs (in russo Курс?, "rotta").
- Le Sojuz-TMA (2003) rappresentano l'ultima generazione di navicelle Sojuz, e sono state concepite per traghettare l'equipaggio fino alla Stazione spaziale internazionale.

## Sviluppi del programma

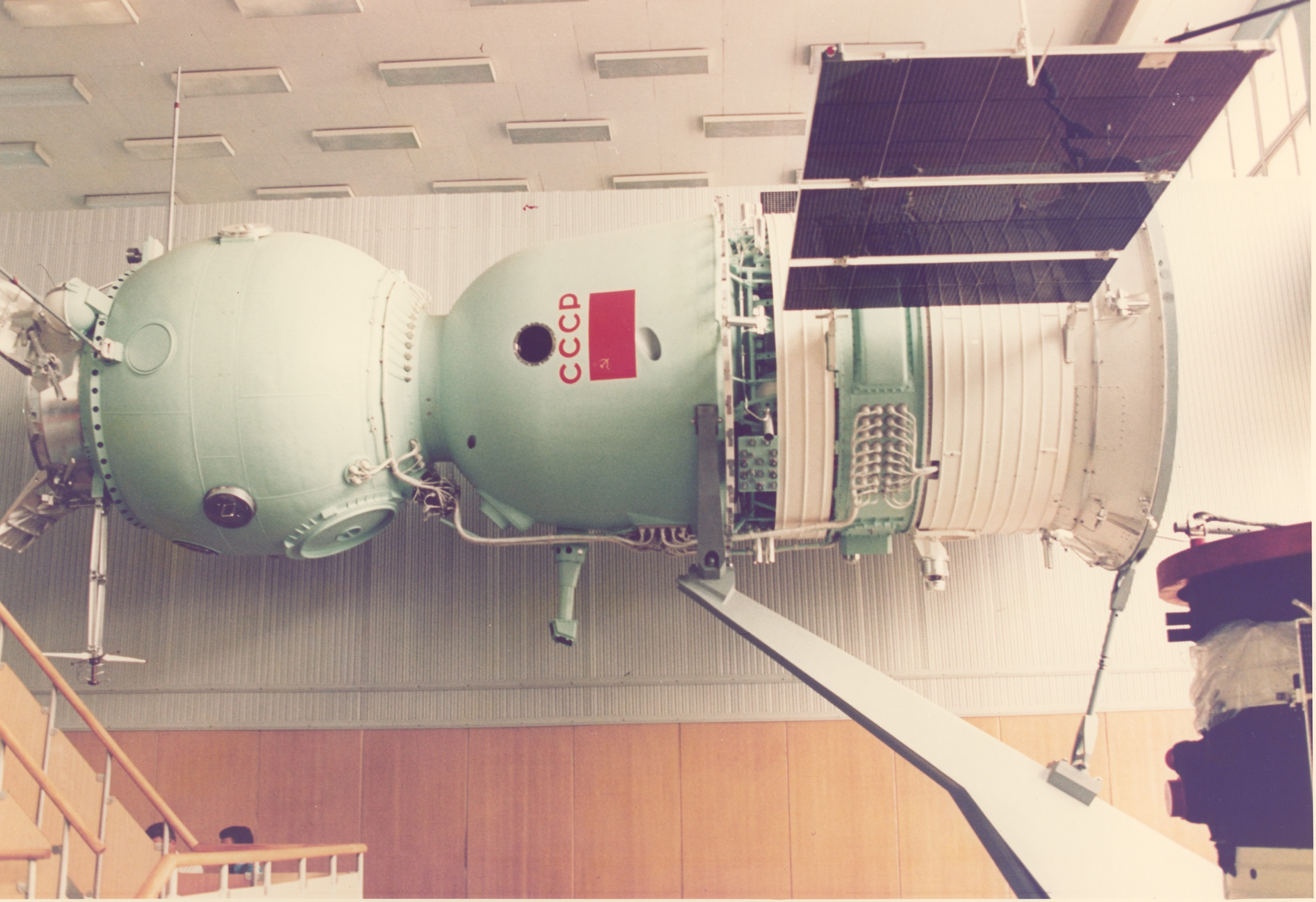
Navicella Sojuz

Il progetto di base della Sojuz fu ispiratore di molti altri progetti mai realizzati. Nella sua forma iniziale, doveva servire per viaggi verso la Luna senza la necessità di utilizzare razzi enormi come lo statunitense Saturn V o il russo N1. Il progetto civile partì sotto la direzione dell'ingegnere sovietico Sergej Pavlovič Korolëv, che però non riuscì mai a vedere con i propri occhi il risultato dei suoi lavori. A molte varianti militari del progetto venne data la precedenza su quello civile, ma esse non vennero mai concretizzate. Anche la navicella spaziale Zond, progettata per viaggiare con equipaggio in orbite lunari e terrestri, fu una variante di questo progetto, mai realizzata per non aver raggiunto livelli di sicurezza accettabili e per la mancata necessità politica di questo programma. Invece la serie di navicelle automatiche da carico Progress utilizzò il meccanismo automatico di aggancio e di navigazione per la Mir e per le Saljut, ma non utilizzò la capsula di rientro Sojuz.  A partire dal 2003, i derivati della Sojuz forniscono alla Russia la possibilità di voli spaziali con equipaggio e sono usati per rifornimenti da e per la Stazione spaziale internazionale. È in corso di sviluppo un progetto per rimpiazzare le Sojuz, il Federacija.

## Missioni

### Con equipaggio
| Voli 1 - 20    | Voli 21 - 40  | Voli 41 - 60     | Voli 61 - 80    | Voli 81 - 100     | Voli 101 - 120     | Voli 121 - 140     | Voli 141 - 160   |
| -------------- | ------------- | ---------------- | --------------- | ----------------- | ------------------ | ------------------ | ---------------- |
| 1. Sojuz 1     | 21. Sojuz 22  | 41. Sojuz 39     | 61. Sojuz TM-8  | 81. Sojuz TM-28   | 101. Sojuz TMA-14  | 121. Sojuz TMA-12M | 141. Sojuz MS-12 |
| 2. Sojuz 3     | 22. Sojuz 23  | 42. Sojuz 40     | 62. Sojuz TM-9  | 82. Sojuz TM-29   | 102. Sojuz TMA-15  | 122. Sojuz TMA-13M | 142. Sojuz MS-13 |
| 3. Sojuz 4     | 23. Sojuz 24  | 43. Sojuz T-5    | 63. Sojuz TM-10 | 83. Sojuz TM-30   | 103. Sojuz TMA-16  | 123. Sojuz TMA-14M | 143. Sojuz MS-15 |
| 4. Sojuz 5     | 24. Sojuz 25  | 44. Sojuz T-6    | 64. Sojuz TM-11 | 84. Sojuz TM-31   | 104. Sojuz TMA-17  | 124. Sojuz TMA-15M | 144. Sojuz MS-16 |
| 5. Sojuz 6     | 25. Sojuz 26  | 45. Sojuz T-7    | 65. Sojuz TM-12 | 85. Sojuz TM-32   | 105. Sojuz TMA-18  | 125. Sojuz TMA-16M | 145. Sojuz MS-17 |
| 6. Sojuz 7     | 26. Sojuz 27  | 46. Sojuz T-8    | 66. Sojuz TM-13 | 86. Sojuz TM-33   | 106. Sojuz TMA-19  | 126. Sojuz TMA-17M | 146. Sojuz MS-18 |
| 7. Sojuz 8     | 27. Sojuz 28  | 47. Sojuz T-9    | 67. Sojuz TM-14 | 87. Sojuz TM-34   | 107. Sojuz TMA-01M | 127. Sojuz TMA-18M | 147. Sojuz MS-19 |
| 8. Sojuz 9     | 28. Sojuz 29  | 48. Sojuz T-10-1 | 68. Sojuz TM-15 | 88. Sojuz TMA-1   | 108. Sojuz TMA-20  | 128. Sojuz TMA-19M | 148. Sojuz MS-20 |
| 9. Sojuz 10    | 29. Sojuz 30  | 49. Sojuz T-10   | 69. Sojuz TM-16 | 89. Sojuz TMA-2   | 109. Sojuz TMA-21  | 129. Sojuz TMA-20M | 149. Sojuz MS-21 |
| 10. Sojuz 11   | 30. Sojuz 31  | 50. Sojuz T-11   | 70. Sojuz TM-17 | 90. Sojuz TMA-3   | 110. Sojuz TMA-02M | 130. Sojuz MS-01   | 150. Sojuz MS-22 |
| 11. Sojuz 12   | 31. Sojuz 32  | 51. Sojuz T-12   | 71. Sojuz TM-18 | 91. Sojuz TMA-4   | 111. Sojuz TMA-22  | 131. Sojuz MS-02   | 151. Sojuz MS-23 |
| 12. Sojuz 13   | 32. Sojuz 33  | 52. Sojuz T-13   | 72. Sojuz TM-19 | 92. Sojuz TMA-5   | 112. Sojuz TMA-03M | 132. Sojuz MS-03   |                  |
| 13. Sojuz 14   | 33. Sojuz 34  | 53. Sojuz T-14   | 73. Sojuz TM-20 | 93. Sojuz TMA-6   | 113. Sojuz TMA-04M | 133. Sojuz MS-04   |                  |
| 14. Sojuz 15   | 34. Sojuz 35  | 54. Sojuz T-15   | 74. Sojuz TM-21 | 94. Sojuz TMA-7   | 114. Sojuz TMA-05M | 134. Sojuz MS-05   |                  |
| 15. Sojuz 16   | 35. Sojuz 36  | 55. Sojuz TM-2   | 75. Sojuz TM-22 | 95. Sojuz TMA-8   | 115. Sojuz TMA-06M | 135. Sojuz MS-06   |                  |
| 16. Sojuz 17   | 36. Sojuz T-2 | 56. Sojuz TM-3   | 76. Sojuz TM-23 | 96. Sojuz TMA-9   | 116. Sojuz TMA-07M | 136. Sojuz MS-07   |                  |
| 17. Sojuz 18-1 | 37. Sojuz 37  | 57. Sojuz TM-4   | 77. Sojuz TM-24 | 97. Sojuz TMA-10  | 117. Sojuz TMA-08M | 137. Sojuz MS-08   |                  |
| 18. Sojuz 18   | 38. Sojuz 38  | 58. Sojuz TM-5   | 78. Sojuz TM-25 | 98. Sojuz TMA-11  | 118. Sojuz TMA-09M | 138. Sojuz MS-09   |                  |
| 19. Sojuz 19   | 39. Sojuz T-3 | 59. Sojuz TM-6   | 79. Sojuz TM-26 | 99. Sojuz TMA-12  | 119. Sojuz TMA-10M | 139. Sojuz MS-10   |                  |
| 20. Sojuz 21   | 40. Sojuz T-4 | 60. Sojuz TM-7   | 80. Sojuz TM-27 | 100. Sojuz TMA-13 | 120. Sojuz TMA-11M | 140. Sojuz MS-11   |                  |

### Senza equipaggio
| Voli 1 - 5        | Voli 6 - 10   | Voli 11 - 15   | Voli 16 - 20   | Voli 21 - 25    | Voli 26 - 28    |
| ----------------- | ------------- | -------------- | -------------- | --------------- | --------------- |
| 1. Cosmos 133     | 6. Cosmos 188 | 11. Cosmos 379 | 16. Cosmos 613 | 21. Cosmos 772  | 26. Sojuz T-1   |
| 2. Lancio fallito | 7. Cosmos 212 | 12. Cosmos 396 | 17. Cosmos 638 | 22. Sojuz 20    | 27. Sojuz TM-1  |
| 3. Cosmos 140     | 8. Cosmos 213 | 13. Cosmos 434 | 18. Cosmos 656 | 23. Cosmos 869  | 28. Sojuz MS-14 |
| 4. Sojuz 2A       | 9. Cosmos 238 | 14. Cosmos 496 | 19. Cosmos 670 | 24. Cosmos 1001 |                 |
| 5. Cosmos 186     | 10. Sojuz 2   | 15. Cosmos 573 | 20. Cosmos 672 | 25. Cosmos 1074 |                 |